# مريم بناني
مريم بناني (مواليد 1988) فنانة مغربية تقيم حاليا في نيويورك.

## السيرة الشخصية
ولدت بناني ونشأت في الرباط بالمغرب. حصلت على BFA من كلية كوبر يونيون لتقدم العلوم والفنون في عام 2012، و MFA من المدرسة الوطنية العليا للفنون الزخرفية في باريس.

## العمل
تعمل بناني في الفيديو والنحت وتركيب الوسائط المتعددة والرسم وإنستغرام. وهي معروفة بالمرح وروح الدعابة أثناء أستخدامهاللتقنيات الرقمية مثل الرسوم المتحركة ثلاثية الأبعاد ورسم خرائط الإسقاط والتقاط الحركة. غالبًا ما تنشر أعمالها على وسائل التواصل الاجتماعي مثل Instagram و Snapchat، حيث تضم أكثر من سبعة وثلاثين ألف متابع على هذا الأخير اعتبارًا من يوليو 2020.
كانت بناني أحد الفنانين الأربعة الذين ظهروا في بينالي ويتني لعام 2019 والذين طلبوا رسميًا إزالة أعمالهم عبر خطاب جماعي نُشر أيضًا على Artforum.
في عام 2020، تعاونت بناني مع Orian Barki في سلسلة بعنوان 2 Lizards. موضوع السلسلة هو الحياة في مدينة نيويورك خلال وباء COVID-19. توجد الآن 8 مقاطع فيديو قصيرة في مجموعة متحف الفن الحديث ومتحف ويتني للفن الأمريكي.

### مملكة تدريجية
تضمن معرض بناني، Gradual Kingdom، الذي عُرض في معرض SIGNAL في عام 2015، مقاطع فيديو ورسمًا ونحتًا. يتناول هذا المعرض العلاقة بين مسقط رأسها، الرباط، المغرب، وشبكات التبادل العالمية. تدمج بناني الرمال في تركيبتها النحتية لتسليط الضوء على استخراج الرمال من وطنها الأصلي لبناء جزر اصطناعية في الشرق الأوسط وتجديد الشواطئ الفاخرة المتآكلة.

### سهام وحفيظة
كان معرض بناني لعام 2017 سهام وحفيظة عبارة عن تركيب فيديو متعدد القنوات في The Kitchen تستكشف فيه بناني الصراع بين الأجيال بين مغنيتين مغربيتين، وتجمع بين لقطات الفنان الخاصة والتلاعب الرقمي والرسوم المتحركة.

### يطير
أظهر تركيب فيديو بناني لعام 2016 FLY في MoMA PS1 تصميم رقص متعدد الطبقات من الإسقاطات التي استحضرت العين المتلألئة للحيوان الفخري. ذبابة متحركة تعمل كدليل إرشادي من خلال لقطات صورت في مسقط رأس بناني في الرباط، المغرب. تنقلنا الذبابة عبر مشاهد مجزأة للأسواق، وحفل زفاف، ومقابلات مع الأقارب، وتتوقف أحيانًا لتغني نسخة مشوهة من أغنية ريهانا "Kiss It Better".

### فردوس فنجاب
هو برنامج تلفزيوني واقعي مزيف متجول يتمحور حول مصمم حجاب خيالي يصمم تصميمات غير معقولة مثل الحجاب المصنوع من سلة كرة التنس أو كعكة الزفاف متعددة المستويات. يستكشف المشروع الأهمية الثقافية للحجاب، ويختار الأحداث والعطلات التي تشيد بالثقافة الإسلامية والأمريكية على حد سواء كمصدر إلهام لتصميمات الحجاب.

## الجوائز
فازت بجائزة العين للفنون والأفلام لعام 2019